# معالجة الحمض النووي الريبوزي

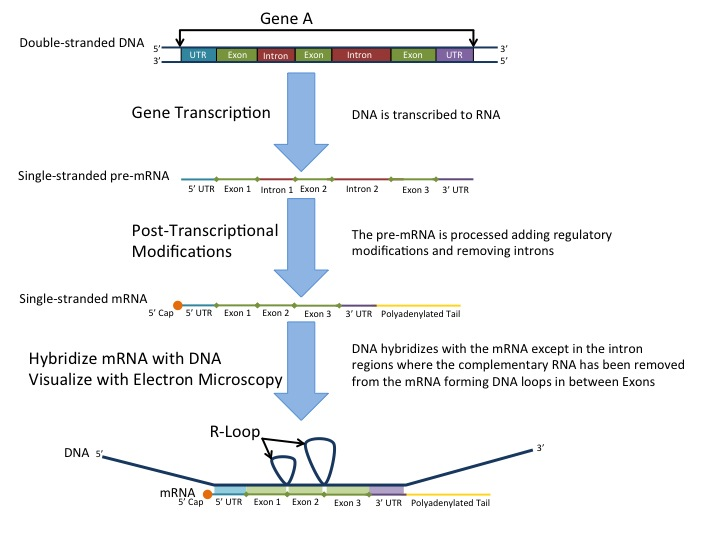

معالجة الحمض النووري الرايبوزي (بالإنجليزية: RNA processing or Post-transcriptional modification)‏ هي عملية في حقيقيات النواة تُحـوَّل بها النسخة الأولية من الحمض النووي الرايبوزي إلى الحمض النووي الرايبوزي الناضج. تشمل هذه العملية التوصيل، إضافة القبعة 5'، و التذييل بعديد الأدينيلات.